# Melissa Evers
Melissa Evers (Helmond, 14 maart 1993) is een Nederlands voetballer die als middenvelder speelt.

## Clubcarrière
Evers begon met het voetbal bij RKSV MULO te Helmond. Evers verruilde in 2010 SC Helmondia voor VVV-Venlo om te gaan spelen in de Eredivisie Vrouwen. In haar eerste seizoen speelde ze in alle wedstrijden voor de club, maar kwam niet tot scoren. Na haar tweede jaar stapte ze over naar PSV/FC Eindhoven. In het seizoen 2017/18 speelde Evers bij Achilles '29.

### Carrièrestatistieken
| Seizoen                     | Club             | Land            | Competitie          | Competitie | Competitie | Beker | Beker | Internationaal | Internationaal | Overig | Overig | Totaal | Totaal |
| Seizoen                     | Club             | Land            | Competitie          | Wed.       | Dlp.       | Wed.  | Dlp.  | Wed.           | Dlp.           | Wed.   | Dlp.   | Wed.   | Dlp.   |
| --------------------------- | ---------------- | --------------- | ------------------- | ---------- | ---------- | ----- | ----- | -------------- | -------------- | ------ | ------ | ------ | ------ |
| 2010/11                     | VVV-Venlo        | Nederland       | Eredivisie          | 21         | 0          | 0     | 0     | –              | –              | –      | –      | 21     | 0      |
| 2011/12                     | VVV-Venlo        | Nederland       | Eredivisie          | 18         | 1          | 0     | 0     | 0              | 0              | 0      | 0      | 18     | 1      |
| 2012/13                     | PSV/FC Eindhoven | Nederland       | Women's BeNe League | 24         | 1          | 0     | 0     | 0              | 0              | 0      | 0      | 24     | 1      |
| 2013/14                     | PSV/FC Eindhoven | Nederland       | Women's BeNe League | 20         | 0          | 0     | 0     | 0              | 0              | 0      | 0      | 20     | 0      |
| 2014/15                     | PSV/FC Eindhoven | Nederland       | Women's BeNe League | 23         | 1          | 0     | 0     | 0              | 0              | 0      | 0      | 23     | 1      |
| 2015/16                     | PSV              | Nederland       | Eredivisie          | 13         | 1          | 0     | 0     | 0              | 0              | 0      | 0      | 13     | 1      |
| 2016/17                     | PSV              | Nederland       | Eredivisie          | 15         | 1          | 0     | 0     | 0              | 0              | 0      | 0      | 15     | 1      |
| 2017/18                     | Achilles '29     | Nederland       | Eredivisie          | 24         | 1          | 0     | 0     | 0              | 0              | 0      | 0      | 24     | 1      |
| 2018/19                     | Achilles '29     | Nederland       | Eredivisie          | 25         | 1          | 0     | 0     | 0              | 0              | 0      | 0      | 25     | 1      |
| Carrière totaal             | Carrière totaal  | Carrière totaal | Carrière totaal     | 183        | 7          | 0     | 0     | 0              | 0              | 0      | 0      | 183    | 7      |
| Bijgewerkt tot 25 juli 2019 |                  |                 |                     |            |            |       |       |                |                |        |        |        |        |

## Interlandcarrière
Op 17 september 2011 debuteerde Evers voor Nederland onder 19 in het EK-kwalificatietoernooi tegen Kroatië. Ze speelde gedurende de eerste fase van de kwalificatie alle drie de groepswedstrijden, waarvan twee vanaf de start.